# Claude Combes
Pour les articles homonymes, voir Combes.
 (juillet 2021).
Si vous disposez d'ouvrages ou d'articles de référence ou si vous connaissez des sites web de qualité traitant du thème abordé ici, merci de compléter l'article en donnant les références utiles à sa vérifiabilité et en les liant à la section « Notes et références ».
Claude Combes, né à Perpignan le 22 juillet 1935 et mort le 8 juillet 2021 dans la même ville, est un biologiste et parasitologue français. Il a beaucoup influencé la génération des écologues formés dans les années 1990 en clarifiant la théorie des interactions durables.

## Biographie
Claude Combes est agrégé de sciences naturelles en 1958 et docteur ès-sciences en 1967. Il est élu correspondant de l'Académie des sciences en 1996, puis membre en 2004. Il est membre titulaire de l'Académie d'agriculture de France en 1999 et membre du Comité national des universités, directeur du Centre de biologie et écologie tropicale et méditerranéenne, directeur du WHO Collaborating Center, Biological control of molluscs.

## Domaine de recherche
Claude Combes a étudié les relations évolutives et les interactions parasites-hôtes, et notamment la phylogénie moléculaire des Polystomatidae (groupe de monogènes), avec Olivier Verneau et Sophie Bentz. Il a enseigné dans les universités de Perpignan et de Montpellier, où son travail et ses ouvrages ont notamment influencé les nouvelles approches de l’écologie du paysage et de l'écologie évolutive.

## Principales publications
- Interactions durables. Écologie et Évolution du parasitisme, Masson, Paris, 1995 : 518 p.
- Parasitisme : écologie et évolution des interactions durables, Dunod, Paris, 2018 : 335p
- Parasitisme : un équilibre dynamique, en collaboration, A. Colin, Paris, 1998 : 420 p.
- L'Homme et l'animal, avec Ch. Guitton, Belin, Paris, 1999 : 182 p.
- Qu’est-ce que la vie ?, ouvrage collectif, Université de tous les savoirs, Odile Jacob, Paris, 2000.
- Parasitism : ecology and evolution of intimate interactions, Chicago University Press : 2001, 552 p.
- Encyclopedic Reference of Parasitology, ouvrage collectif, H. Mehlhorn, Springer, 2001 : 1400 p.
- Les associations du vivant : l'art d'être parasite, Flammarion, 2001, 328 p.
- La Vie, Ellipses, 2002, 128 p.
- Darwin, dessine-moi les hommes, Le Pommier, 2006, 528 p.
- Le naufrage de l'arche de Noé, avec Ch. Guitton, Belin/Pour la Science, 2006, 128 p.
- Évolution : les grandes questions, coll. Poche, Le Pommier, 2010, 352 p.

## Distinctions
Claude Combes a reçu plusieurs prix scientifiques : médaille d'argent du CNRS (1986), médaille Skryabin (USSR Academy of Sciences) (1991), prix scientifique Philip Morris (1990). Claude Combes est chevalier de l'Ordre de la Légion d'Honneur (1992).
L'espèce de nématode dénommée Amphibiocapillaria combesi lui est dédiée.